# GI (Soldat)

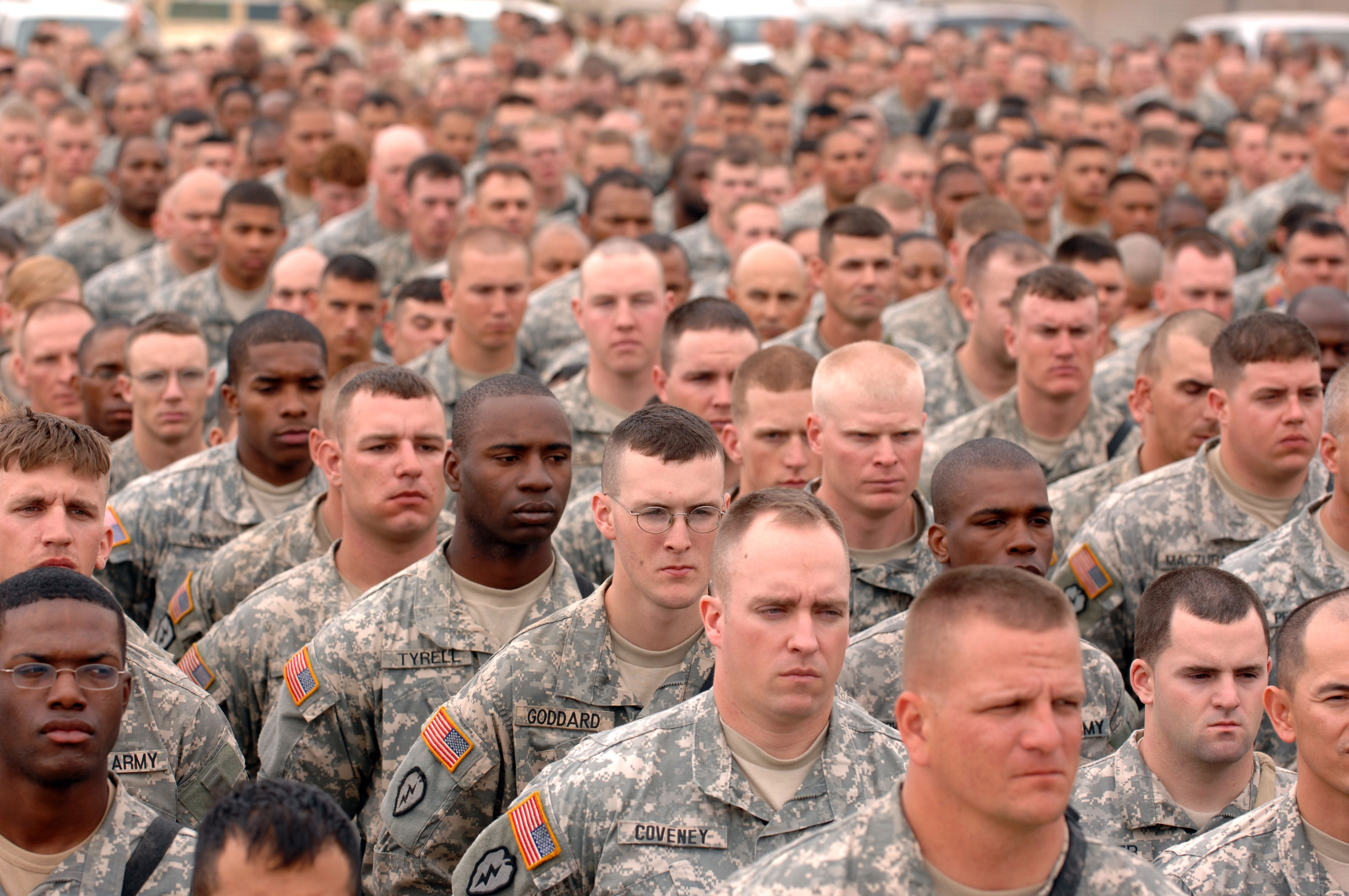
GIs

GI [dʒiːˈaɪ], auch G. I., ist eine Bezeichnung für einen einfachen Soldaten der Streitkräfte der Vereinigten Staaten von Amerika. In Deutschland wurde sie nach dem Zweiten Weltkrieg zum Synonym für sämtliche Angehörigen der in Deutschland stationierten US-Truppen.

## Hintergrund
Die Bezeichnung entstand zwischen 1915 und 1920; zuvor wurden US-Infanteristen „Doughboys“ genannt. Besonders in der Zeit des Zweiten Weltkriegs und des Vietnamkriegs war die Bezeichnung GI verbreitet. Die Abkürzung geht vermutlich auf die damals von der US-Armee verwendeten Metallmülleimer zurück, auf denen die Buchstaben „GI“ (englisch Galvanized Iron „verzinktes Eisen“) gestempelt waren. Später nahm man an, dass die Abkürzung für Government Issue („Regierungsausgabe“) steht und übertrug sie auf die Soldaten. Hinzu kommt, dass eine Reihe von Gegenständen, die die Soldaten verwendeten, darunter die Uniform und der Großteil der militärischen Geräte, den Aufdruck GI trugen.
Während der Begriff ursprünglich primär für Mannschaftsdienstgrade benutzt wurde, entwickelte er sich in Deutschland nach dem Zweiten Weltkrieg zum Synonym für sämtliche Angehörigen der in Deutschland stationierten US-Truppen. Andere Bedeutungen – die der Abkürzung später zugeschrieben wurden – sind General Infantry, Ground Infantry, General Invasion und Government Inductee.